# Кубок Данії з футболу 2006—2007
Кубок Данії з футболу 2006–2007 — 53-й розіграш кубкового футбольного турніру в Данії. Титул вп'яте здобув Оденсе.

## Календар
| Раунд        | Дата                       | Матчі | Клуби    |
| ------------ | -------------------------- | ----- | -------- |
| Перший раунд | 8-15 серпня 2006           | 44    | 104 → 60 |
| Другий раунд | 22 серпня - 6 вересня 2006 | 28    | 60 → 32  |
| 1/16 фіналу  | 20-27 вересня 2006         | 16    | 32 → 16  |
| 1/8 фіналу   | 8 листопада 2006           | 8     | 16 → 8   |
| 1/4 фіналу   | 12 квітня 2007             | 4     | 8 → 4    |
| 1/2 фіналу   | 25 квітня/2 травня 2007    | 4     | 4 → 2    |
| Фінал        | 17 травня 2007             | 1     | 2 → 1    |

## 1/16 фіналу
| Команда 1         | Рахунок      | Команда 2      |
| ----------------- | ------------ | -------------- |
| 20 вересня 2006   |              |                |
| Бреншей (3)       | 0:3          | Брондбю        |
| Роскілле (3)      | 1:2 дч       | Орхус (2)      |
| Гельсінгер (4)    | 2:5          | Раннерс        |
| Фредеріксгавн (4) | 1:0          | Фюн (3)        |
| Глоструп (3)      | 3:2          | ЛФА (3)        |
| К'єллеруп (4)     | 2:3          | Гольбек (3)    |
| Оденсе            | 1:0          | Норшелланн     |
| Академіск БК (2)  | 0:2          | Сеннер'юск (2) |
| Сківе (3)         | 2:3 дч       | Фредерісія (2) |
| Скйолд (3)        | 0:5          | Коллінг (2)    |
| Соро ІФ Фрея (4)  | 0:8          | Люнгбю (2)     |
| Тістед (2)        | 1:1 пен. 0:3 | Копенгаген     |
| Вайле             | 3:3 пен. 3:4 | Горсенс        |
| Остербро (4)      | 0:7          | Віборг         |
| Орхус Фремад (2)  | 0:2          | Мідтьюлланн    |
| 27 вересня 2006   |              |                |
| Фрем (2)          | 0:1          | Есб'єрг        |

## 1/8 фіналу
| Команда 1         | Рахунок | Команда 2      |
| ----------------- | ------- | -------------- |
| 8 листопада 2006  |         |                |
| Фредерісія (2)    | 1:2     | Горсенс        |
| Оденсе            | 1:0     | Брондбю        |
| Люнгбю (2)        | 5:1     | Коллінг (2)    |
| Фредеріксгавн (4) | 0:2     | Мідтьюлланн    |
| Гольбек (3)       | 4:2     | Сеннер'юск (2) |
| Орхус (2)         | 1:2     | Раннерс        |
| Глоструп (3)      | 2:3     | Віборг         |
| Копенгаген        | 3:1     | Есб'єрг        |

## 1/4 фіналу
| Команда 1      | Рахунок | Команда 2  |
| -------------- | ------- | ---------- |
| 12 квітня 2007 |         |            |
| Оденсе         | 1:0     | Раннерс    |
| Люнгбю (2)     | 1:0 дч  | Горсенс    |
| Мідтьюлланн    | 2:3 дч  | Копенгаген |
| Гольбек (3)    | 1:6     | Віборг     |

## 1/2 фіналу
| Команда 1               | Заг. | Команда 2  | 1-й матч | 2-й матч |
| ----------------------- | ---- | ---------- | -------- | -------- |
| 25 квітня/2 травня 2007 |      |            |          |          |
| Люнгбю (2)              | 2:7  | Копенгаген | 2:3      | 0:4      |
| Оденсе                  | 3:2  | Віборг     | 1:2      | 2:0      |

## Фінал
| 17 травня 2007 |

| Копенгаген    | 1:2 | Оденсе               |
| ------------- | --- | -------------------- |
| Гатчинсон 15' |     | Борре 36' Бекара 49' |

| Паркен, Копенгаген Глядачів: 30 013 Арбітр: Андерс Германсен |